# ملك أحمد باشا
الصدر الأعظم ملك أحمد باشا (أبازة)'
هو ملك أحمد باشا أبن بروانة القبودان من أمراء البحرية العثمانية من قبيلة الأباظة الشركسية. عمل في استانبول إلى أن تولى منصب السلحدار. نال لقب الوزارة في حملة فتح بغداد وصار واليا على ديار بكر وعين محافظا للموصل. عين واليا لبغداد عام 1058 هـ - 1059 هـ الموافق لعام 1648م. بعد ذلك تم تعيينه صدرا أعظم للدولة العثمانية بأمر من السلطان محمد الرابع في 8 شعبان 1060 هـ (1649م) ولكنه عزل في 4 رمضان 1061 هـ 1650م). تقلد عدة مناصب أخرى إلى أن أحيل إلى التقاعد عام 1070هـ (1659 م). توفي ملك أحمد باشا في 17 محرم عام 1073 هـ (1662 م).وقد عُرف عنه أنه كان حليما سليما ذا دين وصلاح حال وزهد وتقوى واستقامة في أعماله.